# Victor Feldman
Victor Stanley Feldman (Edgware, Inglaterra; 7 de abril de 1934-Woodland Hills, Los Ángeles, California; 12 de mayo de 1987) fue un multinstrumentista —piano, vibráfono, batería y percusión— de jazz inglés.
Comenzó a actuar profesionalmente durante la niñez, hasta ganar fama en la escena de jazz del Reino Unido. Feldman emigró a los Estados Unidos a mediados de los años 1950, donde continuó trabajando en el mundo del jazz y como músico de sesión con diversos músicos e intérpretes de los géneros pop y rock.

## Biografía

### Primeros años
Feldman nació en Edgware el 7 de abril de 1934. De niño causó impresión como prodigio siendo «descubierto», a los siete años de edad. Provenía de una familia de músicos, su padre fue fundador del Feldman Swing Club en Londres en 1942 y allí exhibía el talento de sus hijos. Feldman comenzó a actuar desde muy joven: «de 1941 a 1947 tocó la batería en un trío con sus hermanos; a los nueve años comenzó a tocar el piano y a los catorce el vibráfono. Participó en películas como King Arthur era un señor (1942) y El Teatro Real (1943). En 1944 fue presentado en un concierto de la banda de Glenn Miller  bajo el nombre de «Niño Krupa» —en referencia al baterista Gene Krupa—. También participó en el musical Piccadilly Hayride».

### Carrera y vida posterior
Su profesor de batería Carlo Krahmer animó a Feldman a tocar el vibráfono. Como vibrafonista tocó en el sexteto de Ralph Sharon y más tarde en la banda de Roy Fox. Su estilo en el vibráfono mostraba una clara influencia de Milt Jackson.
Feldman fue un notable percusionista, pero fue como pianista y vibrafonista donde destacó mayormente.
Antes de dejar el Reino Unido para trabajar en los Estados Unidos, Feldman grabó con la orquesta y el quinteto de Ronnie Scott de 1954 a 1955, que también promovió a otros músicos de jazz británicos importantes, tales como Phil Seamen y Hank Shaw. En 1955 emigra a los Estados Unidos consiguiendo su primera trabajo en la banda de Woody Herman Herd. Durante los años siguientes continuó yendo y viniendo al Reino Unido. Posteriormente comenzó a tocar con Buddy DeFranco por un corto tiempo.[cita requerida] En 1958, ya tenía su propia formación en la Costa Oeste, que incluía al legendario bajista Scott LaFaro. En 1958 grabó el álbum The Arrival of Victor Feldman [La llegada de Victor Feldman] que incluía a LaFaro y Stan Levey en batería. Grabó con muchos músicos de jazz de la época, incluyendo Benny Goodman, George Shearing, Cannonball Adderley y Miles Davis. Con este último participó como pianista en el álbum Seven Steps to Heaven (1963), que incluye algunas interpretaciones memorables así como composiciones propias. Miles Davis invitó a Feldman a unirse a su grupo de forma exclusiva, pero Feldman declinó, prefiriendo la estabilidad de trabajo de estudio a las giras. Su trabajo con Shelly Manne en Black Hawk (1959) es una representación cabal de Feldman del inconfundible aporte de Feldman detrás de los solistas, como elemento de hard bop.
En 1957 Feldman se estableció permanentemente en Los Ángeles, especializándose como músico de sesión en la industria discográfica. Colaboró, entre muchos, con Frank Zappa en 1967, Steely Dan y Joni Mitchell durante los años 1970 y Tom Waits y Joe Walsh en los años 1980.
El estilo de vibráfono de Feldman se puede escuchar de forma extensa en la banda sonora del programa de televisión La Música de Peter Gunn, cuya banda sonora pertenece a Henry Mancini.
Feldman murió en su casa en Los Ángeles, a los 53 años tras sufrir un ataque de asma.

## Discografía

### Como líder
| Año de Grabación | Título                                              | Sello                                                 | Formaciones |
| ---------------- | --------------------------------------------------- | ----------------------------------------------------- | --- |
| 1948–54          | The Young Vic                                       | Esquire                                               | Con varios artistas |
| 1955             | Suite Sixteen                                       | Tempo                                                 | Cuarteto, sexteto, big band |
| 1956             | Victor Feldman en Londres, Vol 1                    | Tempo                                                 | Con Terry Shannon (piano), Pete Blannin y Lennie Bush (bajo; por separado), Phil Seamen (batería); uno sigue cuarteto con Dizzy Reece (trompeta), Arbusto (bajo), Seamen (batería) |
| 1956             | Transatlantic Alliance                              | Tempo                                                 | Varios artistas |
| 1956@–57         | Victor Feldman en Londres, Vol 2                    | Tempo                                                 | Varios artistas |
| 1957             | Vic Feldman on Vibes                                | Mode                                                  | La mayoría de cuarteto de pistas, con Carl Perkins (piano), Leroy Vinnegar (contrabajo), Stan Levey (batería); algunos sigue sexteto, con Franco Rosolino (trombone), Harold Tierra (saxo de tenor) añadió |
| 1958             | Vic Feldman on Vibes                                | Contemporary                                          | Trío, con Scott LaFaro (contrabajo), Stan Levey (batería) |
| 1959             | Latinsville!                                        | Contemporary                                          | Con varios artistas |
| 1960@–61         | Merry Olde Soul                                     | Riverside                                             | La mayoría de trío de pistas, con Sam Jones y Andy Simpkins (contrabajos; por separado), Louis Hayes (batería); Hank Jones (piano). |
| 1962             | Stop the World I Want to Get Off                    | World Pacific                                         | Trío, con Bob Whitlock (contrabajo), Lawrence Marable (batería) |
| 1962             | A Taste of Honey and a Taste of Bossa Nova Infinity | Infinity                                              | Nino Tempo (saxo de tenor), Bob Whitlock (contrabajo), Colin Bailey (batería); algunos sigue cuarteto con Buddy Collette (saxo de tenor, flauta), Leroy Vinnegar (contrabajo), Ron Jefferson (batería); algunos sigue quinteto, con Clifford Scott (flauta, saxo de tenor), Laurindo Almeida (guitarra), Al McKibbon (contrabajo), Chico Guerrero (batería)               |
| 1962             | Soviet Jazz Themes                                  | Äva                                                   | Harold Tierra (saxo tenor), Nat Adderley (cornet), Joe Zawinul (piano), Bob Whitlock (contrabajo), Frank Butler (batería); Land (saxo de tenor), Carmell Jones (trompeta), Hierba Ellis (guitarra), Whitlock (contrabajo), Butler (batería) |
| 1964             | Love Me with All Your Heart                         | Vee Jay                                               | Variso artistas |
| 1964             | It's a Wonderful World                              | Vee Jay                                               | Cuarteto, con Bill Perkins (flauta), Monty Budwig (contrabajo), Colin Bailey (batería) |
| 1965             | His Own Sweet Way                                   | Ronnie Scott's Jazz House                             | Trío, con Rick Laird (contrabajo), Ronnie Stephenson (batería); en concierto |
| 1967             | Victor Feldman Plays Everything in Sight            | Pacific Jazz                                          | Feldman toca todos los instrumentos |
| 1967             | The Venezuela Joropo                                | Pacific Jazz                                          | La mayoría de pistas con Bill Perkins (flauta, flauta de alto), Dorothy Remson (arpa), Emil Richards (vibes, marimba), Al Hendrickson (guitarra), Max Bennett (contrabajo), Larry Bunker (timbales), Milt Holanda (maracas, percusión); algunas pistas con Perkins (flauta, flauta de alto), Dennis Budimir (guitarra), Monty Budwig (contrabajo), Colin Bailey (batería) |
| 1970?            | Smooth                                              | TBA                                                   | Como Victor Feldman's Generation Band |
| 1973?            | Your Smile                                          | Con Larance Marable (batería), Bob Whitlock           | Con Larance Marable (batería), Bob Whitlock |
| 1973?            | Seven Steps to Heaven                               | Choice                                                | Cuarteto, con Tom Scott (saxo de alto, saxo de tenor, flauta, flauta de alto), Echa Domanico (contrabajo), John Guerin (batería) |
| 1977?            | The Artful Dodger                                   | Concord                                               | Con Jack Sheldon (trompeta, vocals), Monty Budwig y Echar Domanico (contrabajo; por separado); Colin Bailey (batería) |
| 1977?            | In my pocket                                        |                                                       | |
| 1978             | Together Again                                      | Yupiteru                                              | Con Monty Budwig (contrabajo), Shelly Manne (batería) |
| 1982?            | Soft Shoulder                                       | Nautilus                                              | Cuando Banda de Generación; con varios |
| 1982?            | Secreto del Andes                                   | Palo Alto                                             | Con Hubert Leyes (flauta), Lee Ritenour (guitarra), Abraham Laboriel (bajo eléctrico), Harvey Mason (batería), Alex Acuña y Milt Holanda (percusión) |
| 1983             | To Chopin with Love                                 | Highlight                                             | Trío, con John Patitucci (contrabajo), Trevor Feldman (batería) |
| 1984?            | Call of the Wild                                    | Cuando Banda de Generación; con varios                | |
| 1984             | Fiesta                                              | TBA                                                   | Con Echar Mangione (flugelhorn, trompeta), Pollito Corea (teclados), Dianne Reeves (vocals) |
| 1985?            | High Visibility                                     | Cuando Victor Feldman Banda de Generación; con varios | |

Fuente principal:

### Como acompañante

#### Con Pepper Adams
- California Cookin' (Interplay, 1983 [1991])

#### Con Cannonball Adderley
- Cannonball Adderley Y los Ganadores de Encuesta (Riverside, 1960)
- The Cannonball Adderley Quintet at the Lighthouse (Riverside, 1960)
- Vivo en Europa (Pablo, 1984) (Fantasy, 1994)
- París 1960 (Fantasy, 1997)
- The Cannonball Adderley Quintet Plus  (Riverside,, 1961)

#### Con Nat Adderley
- A Little New York Midtown Music (Galaxy, 1978)

#### Con Curtis Amy
- Way Down (Pacific Jazz, 1962)

#### Con James Clay
- A Double Dose of Soul (Riverside, 1960)

#### Con Bob Cooper
- Coop! The Music of Bob Cooper (Contemporary, 1958)

#### Con Miles Davis
- Seven Steps to Heaven (Columbia, 1963)
- Quiet Nights (Columbia, 1963)

#### Con The Doobie Brothers
- Livin' on the Fault Line (Warner Bros., 1977)

#### Con The Free Movement
- I've Found Someone of My Own (Columbia, 1972)

#### Con Woody Herman
- At the Monterey Jazz Festival (Atlantic, 1959)

#### Con Paul Horn
- Impresiones de Cleopatra (Columbia, 1963)

#### Con Milt Jackson
- Memphis Jackson (Impulse!), 1969)

#### Con J. J. Johnson
- A Touch of Satin(Columbia, 1962)
- Concepts in Blue  (Pablo, 1981)

#### Con Plas Johnson
- This Must Be the Plas (Capitol, 1959)

#### Con Quincy Jones
- The Hot Rock OST (Prophesy, 1972)
- Roots (Un&M, 1977)

#### Con Sam Jones
- The Chant (Riverside, 1961)

#### Con Stan Kenton
- Hair (Capitol, 1969)

#### Con Barney Kessel
- Let's Cook! (Contemporary, 1957 [1962])
- Carmen (Contemporary, 1958)

#### Con John Klemmer
- Waterfalls (Impulse!, 1972)
- Intensity (Impulse!, 1973)

#### Con Henry Mancini
- The Music from Peter Gunn (RCA, 1959)

#### Con Shelly Manne
- Shelly Manne & His Men Play Peter Gunn (Contemporary, 1959)
- Son of Gunn!! (Contemporary, 1959)
- At the Black Hawk 1 (Contemporary, 1959)
- At the Black Hawk 2 (Contemporary, 1959)
- At the Black Hawk 3 (Contemporary, 1959)
- At the Black Hawk 4 (Contemporary, 1959)
- At the Black Hawk 5 (Contemporáneo, 1959 [1991])
- My Son the Jazz Drummer! (Contemporary, 1962)
- Daktari (Atlantic, 1967)

#### Con Carmen McRae
- Can't Hide Love (Blue Note, 1976)

#### Con Mitchell Azul
- Stablemates (Candid, 1977)

#### Con Oliver Nelson
- Zig Zag (MGM, 1970)

#### Con Art Pepper and Zoot Sims
- Arte 'n' Zoot (Pablo, 1981 [1995])

#### Con Sonny Rollins
- Sonny Rollins and the Contemporary Leaders (Contemporary, 1958)

#### Con Lalo Schifrin
- Gone with the Wave (Colpix, 1964)
- The Cincinnati Kid (MGM, 1965)

#### Con Bud Shank
- Girl in Love (World Pacific, 1966)
- Bud Shank Plays Music from Today's Movies (World Pacific, 1967)
- Magical Mystery (World Pacific, 1967)

#### Con Boz Scaggs
- Down Two Then Left (Columbia, 1977)

#### Con Steely Dan
- Can't Buy a Thrill (ABC Records, 1972)
- Countdown to Ecstasy (ABC Records, 1973)
- Pretzel Logic (ABC Records, 1974)
- Katy Lied (ABC Records, 1975)
- The Royal Scam (ABC Records, 1976)
- Aja (ABC Registros, 1977)
- Gaucho (MCA Registros, 1980)

#### Con Joni Mitchell
- The Hissing of Summer Lawns (Asylum, 1975)

#### Con James Taylor
- Gorila (Warner Bros., 1975)

#### Con Gino Vannelli
- Brother to Brother (A&M, 1978)

#### Con Harold Vick
- Commitment (Muse, 1967 [1974])

#### Con Leroy Vinnegar
- Leroy Walks! (Contemporary, 1958)
- Leroy Walks Again!!! (Contemporary, 1963)

#### Con Tom Waits
- Heartattack and Vine (Asylum, 1980)
- Swordfishtrombones (Island, 1983)

#### Con Gerald Wilson
- Feelin' Kinda Blues (Pacific Jazz, 1965)
- On Stage (Pacific Jazz, 1965)
- The Golden Sword (Pacific Jazz, 1966)